# Boarmia miscellaria
Boarmia miscellaria là một loài bướm đêm trong họ Geometridae.